# 예산군수
예산군수는 충청남도 예산군의 군수이다.

## 관선(1945~1995)
| 대수 | 군수   | 임기                              | 비고              |
| ---- | ------ | --------------------------------- | ----------------- |
| 초대 | 강대철 | 1945년 11월 15일~1947년 3월 31일  | 충청남도 예산군수 |
| 2대  | 김기정 | 1947년 4월 1일~1947년 10월 20일   | 충청남도 예산군수 |
| 3대  | 박주철 | 1947년 10월 21일~1948년 10월 31일 | 충청남도 예산군수 |
| 4대  | 한창희 | 1948년 11월 1일~1952년 3월 25일   | 충청남도 예산군수 |
| 5대  | 권병식 | 1952년 3월 26일~1952년 10월 29일  | 충청남도 예산군수 |
| 6대  | 서정선 | 1952년 10월 30일~1953년 12월 9일  | 충청남도 예산군수 |
| 7대  | 김지환 | 1953년 12월 10일~1955년 7월 20일  | 충청남도 예산군수 |
| 8대  | 이택로 | 1955년 7월 21일~1956년 7월 15일   | 충청남도 예산군수 |
| 9대  | 박유진 | 1956년 7월 16일~1959년 1월 24일   | 충청남도 예산군수 |
| 10대 | 이원경 | 1959년 1월 25일~1959년 10월 16일  | 충청남도 예산군수 |
| 11대 | 정범호 | 1959년 10월 17일 ~1960년 5월 19일 | 충청남도 예산군수 |
| 12대 | 송영갑 | 1960년 5월 20일~1960년 6월 25일   | 충청남도 예산군수 |
| 13대 | 인중배 | 1960년 6월 26일~1960년 11월 24일  | 충청남도 예산군수 |
| 14대 | 박병기 | 1960년 11월 25일~1961년 7월 16일  | 충청남도 예산군수 |
| 15대 | 이범승 | 1961년 7월 17일~1964년 3월 25일   | 충청남도 예산군수 |
| 16대 | 정만택 | 1964년 3월 26일~1965년 9월 12일   | 충청남도 예산군수 |
| 17대 | 최상령 | 1965년 9월 13일~1967년 12월 4일   | 충청남도 예산군수 |
| 18대 | 박재복 | 1967년 12월 5일~1970년 3월 4일    | 충청남도 예산군수 |
| 19대 | 이승규 | 1970년 3월 5일~1971년 8월 19일    | 충청남도 예산군수 |
| 20대 | 송우빈 | 1971년 8월 20일~1973년 5월 6일    | 충청남도 예산군수 |
| 21대 | 김완종 | 1973년 5월 7일~1974년 7월 31일    | 충청남도 예산군수 |
| 22대 | 이기영 | 1974년 8월 1일~1976년 3월 18일    | 충청남도 예산군수 |
| 23대 | 이진봉 | 1976년 3월 19일~1979년 7월 5일    | 충청남도 예산군수 |
| 24대 | 김용성 | 1979년 7월 6일~1980년 8월 28일    | 충청남도 예산군수 |
| 25대 | 박천수 | 1980년 8월 29일~1981년 12월 22일  | 충청남도 예산군수 |
| 26대 | 김건배 | 1981년 12월 23일~1982년 9월 17일  | 충청남도 예산군수 |
| 27대 | 채규정 | 1982년 9월 18일~1985년 3월 10일   | 충청남도 예산군수 |
| 28대 | 이정우 | 1985년 3월 11일~1986년 3월 7일    | 충청남도 예산군수 |
| 29대 | 박승선 | 1986년 3월 8일~1987년 9월 10일    | 충청남도 예산군수 |
| 30대 | 박종순 | 1987년 9월 11일~1988년 6월 10일   | 충청남도 예산군수 |
| 31대 | 송일영 | 1988년 6월 11일~1988년 12월 31일  | 충청남도 예산군수 |
| 32대 | 유덕현 | 1989년 1월 1일~1989년 12월 26일   | 충청남도 예산군수 |
| 33대 | 권오창 | 1989년 12월 27일~1991년 1월 13일  | 충청남도 예산군수 |
| 34대 | 박종순 | 1991년 1월 14일~1993년 3월 28일   | 충청남도 예산군수 |
| 35대 | 정동기 | 1993년 3월 29일~1994년 5월 3일    | 충청남도 예산군수 |
| 36대 | 이인화 | 1994년 5월 4일~1994년 12월 31일   | 충청남도 예산군수 |
| 37대 | 장우용 | 1995년 1월 1일~1995년 6월 30일    | 충청남도 예산군수 |

## 민선(1995~)
| 대수  | 군수   | 임기                           | 비고      |
| ----- | ------ | ------------------------------ | --------- |
| 38·39 | 권오창 | 1995년 7월 1일~2002년 6월 30일 | 민선1·2기 |
| 40    | 박종순 | 2002년 7월 1일~2006년 6월 30일 | 민선3기   |
| 41·42 | 최승우 | 2006년 7월 1일~2014년 6월 30일 | 민선4·5기 |
| 43·44 | 황선봉 | 2014년 7월 1일~2022년 6월 30일 | 민선6·7기 |
| 45    | 최재구 | 2022년 7월 1일~                | 민선8기   |

## 같이 보기
- 예산군수 선거